# Enneadesmus trispinosus trispinosus
Enneadesmus trispinosus trispinosus é uma subespécie de insetos coleópteros polífagos pertencente à família Bostrichidae.
A autoridade científica da subespécie é Olivier, tendo sido descrita no ano de 1795.
Trata-se de uma subespécie presente no território português.